# I Wanna Wake Up with You
I Wanna Wake Up with You é uma canção de 1986 do músico jamaicano Boris Gardiner.
Composta pelo lendário compositor de Nashville Ben Peters e produzida por Willie Lindo, o veterano artista de reggae levou o single à primeira colocação no UK Singles Chart por três semanas em agosto de 1986. Foi lançada pela Revue Records (REV 733) e pela Creole Records. A canção foi posteriormente cantada por Cristy Lane, Johnny Rodriguez, John Holt e Engelbert Humperdinck.
Também alcançou a terceira posição na África do Sul, ficando por 18 semanas na lista de sucessos.
O videoclipe da canção foi filmado em vários locais de Londres, como a estação de metrô Westbourne Park.